# 国立中正医学院
国立中正医学院是中国现代史上曾经存在的一所医科高等院校。

## 历史

### 创立
国立中正医学院由生理学家林可胜博士首先提出创建。当时中国最顶尖的医学教育如北京协和、湖南湘雅、四川华西等几乎都是外国人创建，林可胜希望中国能独立创建一所顶尖的医学院。同时林可胜倡议“公医制度”，认为国家应免费为国民提供卫生医疗的服务，这也需要一所国立医学院。
江西省政府主席熊式辉赞成林可胜的主张，故选择南昌作为校址，并坚持校名需冠以“中正”二字，国立中正医学院遂于1937年在南昌创建。第一班班录取正取生100名，备取生30名，实际报到108名，1937年9月在南昌正式上课。国立中正医学院院长是原湘雅医学院院长王子玕，教务长由生化教授唐宁康担任，秘书长由英语教授汪西林担任。

### 南迁永新
中正医学院甫一成立，抗日战争即已全面爆发。南昌频遭日军空袭。1937年12月着手迁移，选址赣西永新县（王子玕的家乡）。 永新教室完工前，学生暂借用吉安白鹭洲中学上课。1938年初学院迁往永新。

### 西迁昆明
1938年秋，因缺乏医科教授，课程几乎无法开出。当时上海医学院院长朱恒壁教授来到永新，与王子玕院长商谈后，两院决定西迁昆明联合办学。
中正医学院师生经镇南关、河内转往昆明，选择昆明城外白龙潭为院址，在建房时学生借住昆华师范。1939年春学校正式迁往白龙潭。
1939年秋，国立上海医学院由上海迁往昆明，与中正医学院联合教学，但两院的机构、行政财务均保持不变。

### 东迁镇宁
1940年昆明白龙潭院址被炸，上海医学院决定迁住重庆，中正医学院则迁往贵州镇宁县。

### 回迁永新
1941年初决定回迁江西永新。1941年暑假，学院开始搬迁。院部设在永新旧址，以泰和的省立医院作为实习基地。

### 南迁南康及长汀
1944年7月，长沙失守，学院奉教育部令迁往南康县，高年级学生住县城，低年级学生住唐江镇。1945年1月又迁往福建长汀县。

### 回迁南昌
1945年抗日战争胜利。1946年1月始将四、五年级学生迁回南昌市原校址。同年7月11日，全部师生迁回南昌。

### 1949年后
1949年5月，国立中正医学院由南昌市军管会文教接管部接管，8月1日，改名为南昌医学院。10月1日，南昌医学院与四野医科学校合并为华中军区医学院。1950年10月改称中南军区医学院。1951年12月15日改称第四军医学院。1952年11月改称第六军医大学。1954年第六军医大学迁往重庆并入第七军医大学，1975年改称第三军医大学。

## 知名校友
- 黄志强，中国工程院院士
- 黎介寿，中国工程院院士
- 陈灏珠，中国工程院院士
- 黎磊石，中国工程院院士
- 程天民，中国工程院院士
- 林道平，一等一级教授，曾任广州医学院院长